# Tűzelhalás
A tűzelhalás az Erwinia amylovora nevű baktérium által okozott súlyos növényi betegség. A kórokozó gazdanövényei a rózsafélék családjába tartozó 33 nemzetség kb. 130 faja, köztük az alma, a körte, a birs naspolya, galagonya és számos dísznövény. 
Az E. amylovora faj 16 törzsét különböztették meg különböző földrajzi helyekről, különböző növényekről vett minták alapján. A Japánból származó ázsiai körtéről vett minta kórokozóját genetikai különbözősége miatt E. amylovora pv. pyrinek nevezték el. Ez az almákat mérsékelten fertőzi.
Az EU-ban zárlati károsító.

## Története
A betegség kórokozója Észak-Amerikában honos. Először 1882-ben publikálták, kórokozóját akkor Micrococcus amylovorusnak nevezték el.
Európában először Angliában jelent meg 1955-ben. Innen a kontinensen kelet felé gyorsan terjedt, de ugyanekkor dél felé is megfigyelték, Egyiptomban 1964-ben tettek jelentést róla.
Ausztriában 1993-ban jelent meg. Magyarországon először 1995 telén észlelték Nyárlőrincen, az első közlemény ezt követően jelent meg róla a Növényvédelem című szakfolyóiratban. Egy-két év alatt a betegség az egész országban elterjedt és évjárattól függően járványos méreteket öltött.
Közös osztrák-magyar kutatási eredmények szerint a két országban a típustörzsek genetikai vizsgálatok alapján eltérőek voltak, Ausztriába nyugat felől, Magyarországra dél felől érkezett a kórokozó.

## Életmódja
A fák fekélyes sebeiben, fertőzött rügyeiben telel át a baktérium, majd meleg (legalább 15 Celsius-fok), párás, esős időben kezd fertőzni a virágon keresztül, ahonnan a hajtások szöveteiben terjed tovább. Szél, madarak és rovarok terjesztik egyik növényről a másikra a kórokozót.

## Tünetei
A virágok elfeketednek, a hajtásrész pásztorbotszerűen visszahajlik. A fertőzött ágakon tejszerű, majd megbarnuló baktériumnyálka látható, a háncs puha és barna lesz.

## Védekezési lehetőségek
Számítógépes előrejelzési programok segítségével, mint pl. a Maryblyt vagy a Billing-féle előrejelzési rendszer.
A megelőzéshez is szükséges az ültetvények, fák folyamatos szemrevételezése, a  fertőzött részek eltávolítása legalább 30–40 cm-es egészségesnek látszó hajtásrésszel, emellett nagyon fontos az eszközök fertőtlenítése, különben a betegség visszaszorítása helyett épp ellenkezőleg, annak terjesztése következik be.
A virágzás időszakában a forgalomban kapható Aureobasidium pullulans mikrogomba tartalmú készítmények használhatók, melyek kijuttatva megtelepedve a virágokon elfedik a kórokozó behatolási helyeit (térparazitizmus), ezzel akadályozzák a fertőzés kialakulását.
Virágzás előtt és – a termés minőségromlását elkerülendő – a termés viaszosodása után  réztartalmú szerek permetezésével lehetséges a védekezés.
Az elhúzódó virágzási idejű vagy másodvirágzásra hajlamos fajtákon a virágok leszedése megakadályozza a fertőzés kialakulását.
Rezisztens gyümölcsfajták már forgalomban vannak, nemesítési programjuk folyamatosan zajlik.